# Agathe Backer Grøndahl
Agathe Backer Grøndahl (Holmestrand, 1 de diciembre de 1847 – 4 de junio de 1907) fue una pianista y compositora noruega. 

## Trayectoria
Backer nació en una familia rica y amante del arte, siendo la segunda más joven de cuatro hermanas y estando todas ellas dotadas para la pintura y la música. En 1857  se trasladó con su familia a Christiania, donde  estudió con Otto Winther-Hjelm, Halfdan Kjerulf y Ludvig Mathias Lindeman. Entre 1865 y 1867 estudió conTheodor Kullak y composición bajo la tutela Richard Wuerst en el Akademie der Tonkunst en Berlín, donde  vivía junto con su hermana Harriet.
Se casó con el director y profesor de canto Olaus Andreas Grøndahl en 1875, y desde entonces fue usualmente conocida como Agathe Backer Grøndahl. Su hijo Fridtjof Backer-Grøndahl (1885–1959) fue también un gran pianista y compositor, que promovió con gran devoción en sus conciertos la obra de su madre.
Ganó mucha fama allí gracias a su interpretación del concierto" "Emperador" de "Beethoven.